# Sūzesh
Sūzesh (persiska: سوزش) är en ort i Iran.   Den ligger i provinsen Golestan, i den norra delen av landet, 500 km nordost om huvudstaden Teheran. Sūzesh ligger 158 meter över havet och antalet invånare är 588.
Terrängen runt Sūzesh är platt åt nordväst, men åt sydost är den kuperad. Runt Sūzesh är det ganska glesbefolkat, med 48 invånare per kvadratkilometer. Närmaste större samhälle är Marāveh Tappeh, 17,6 km öster om Sūzesh. Omgivningarna runt Sūzesh är i huvudsak ett öppet busklandskap.